# Cardioptera squalodon
Cardioptera squalodon es una especie de mantis de la familia Mantidae.

## Distribución geográfica
Se encuentra en Surinam y Brasil.